# Östra Å dammvall

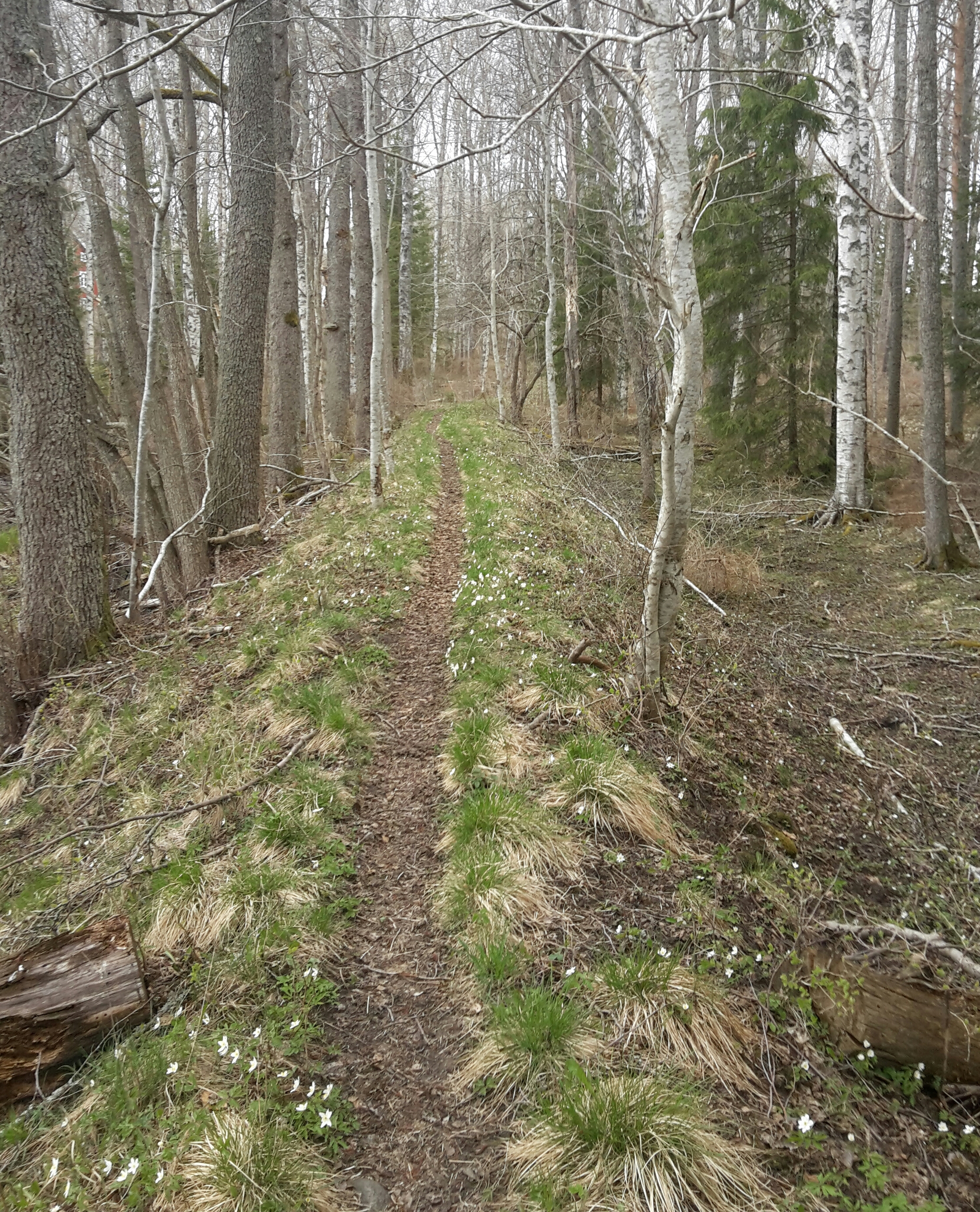
Norra delen av dammvallen vid Östra Å.

Fornlämningen Östra Å dammvall är en dammvall som uppfördes av Skogaholms bruk vid Skogaåns mynning vid sjön Tisaren. Numera klassas den av RAÄ som ett fornminne (det långa blå strecket öster om Masungsdammen på bild 1). Skyllbergs bruk uppförde vid den centralt belägna dammluckan på 1930- och 1940-talet en vattenkraftsturbin för att producera elkraft.
Fornlämningen består av en cirka 200 meter lång dammvall (bild 2) i nordnordväst-sydsydöstlig riktning. Den är cirka 1,5 till 2 meter bred upptill och 6 till 8 meter bred i basen. Den är uppbyggd av jord och sten med två dammluckor där den numera igentäppta södra dammöppningen användes av masugnen medan den centrala försåg en såg och hyvleri med vattenkraft. I sydöstra delen av området finns en mindre kaj där pråmarna kunde lasta och lossa (bild 3).   
Ett elkraftverk uppfördes vid platsen, i det centrala utloppet till Skogaån under 1900-talet efter rivningen av sågverk och hyvleri; samtidigt byggdes ett färskvattenintag för Hallsbergs kommun (bild 4). Under 1940-talet anlades en 13 kilometer lång vattenledning från masugnsdammen till Svenska skifferoljeaktiebolaget i Kvarntorp för att utöka vattentillgång i samband med att stora mängder vatten ingick i processen för att utvinna olja ur alunskiffer.

## Bilder

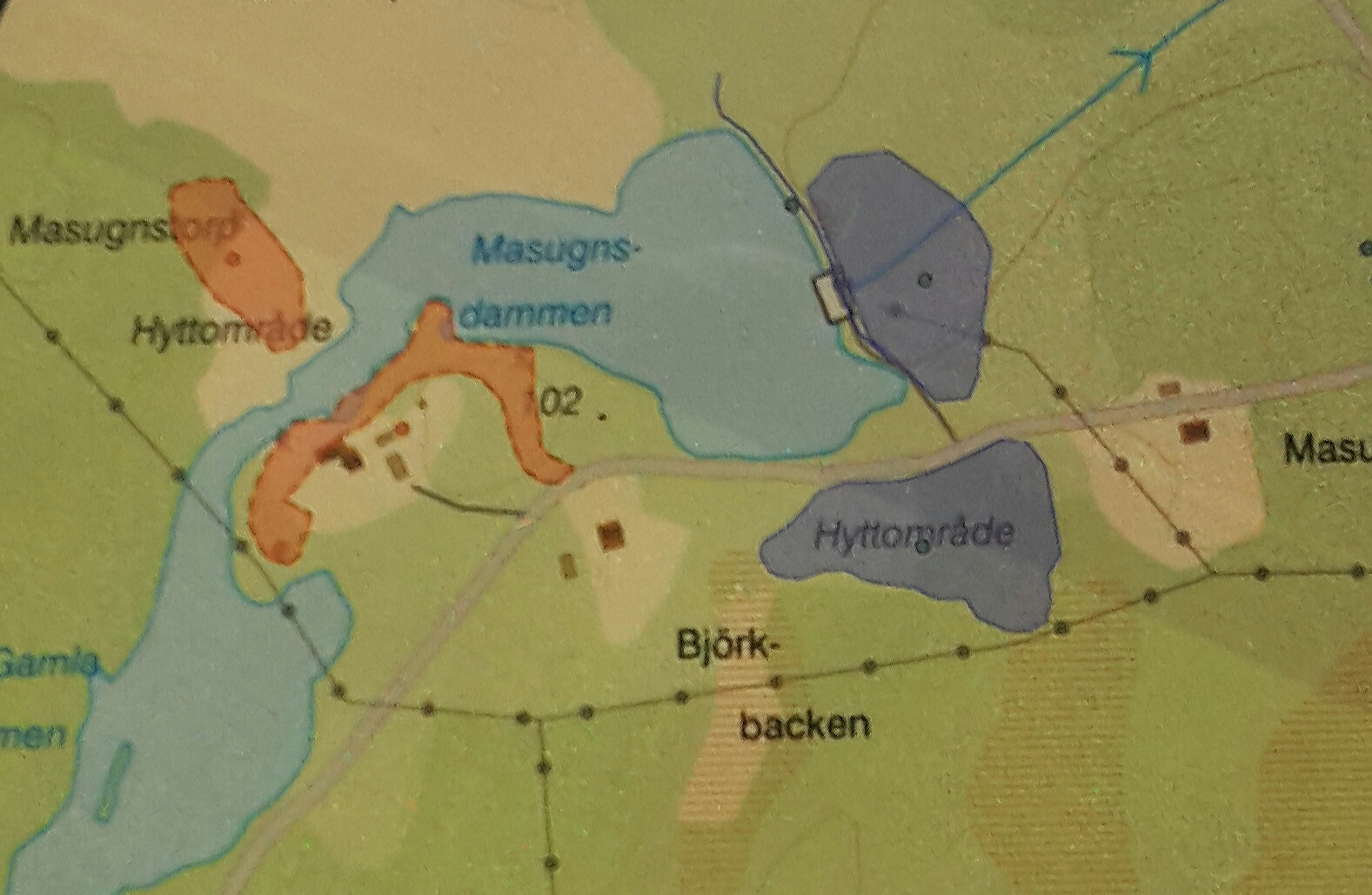
Bild 1.
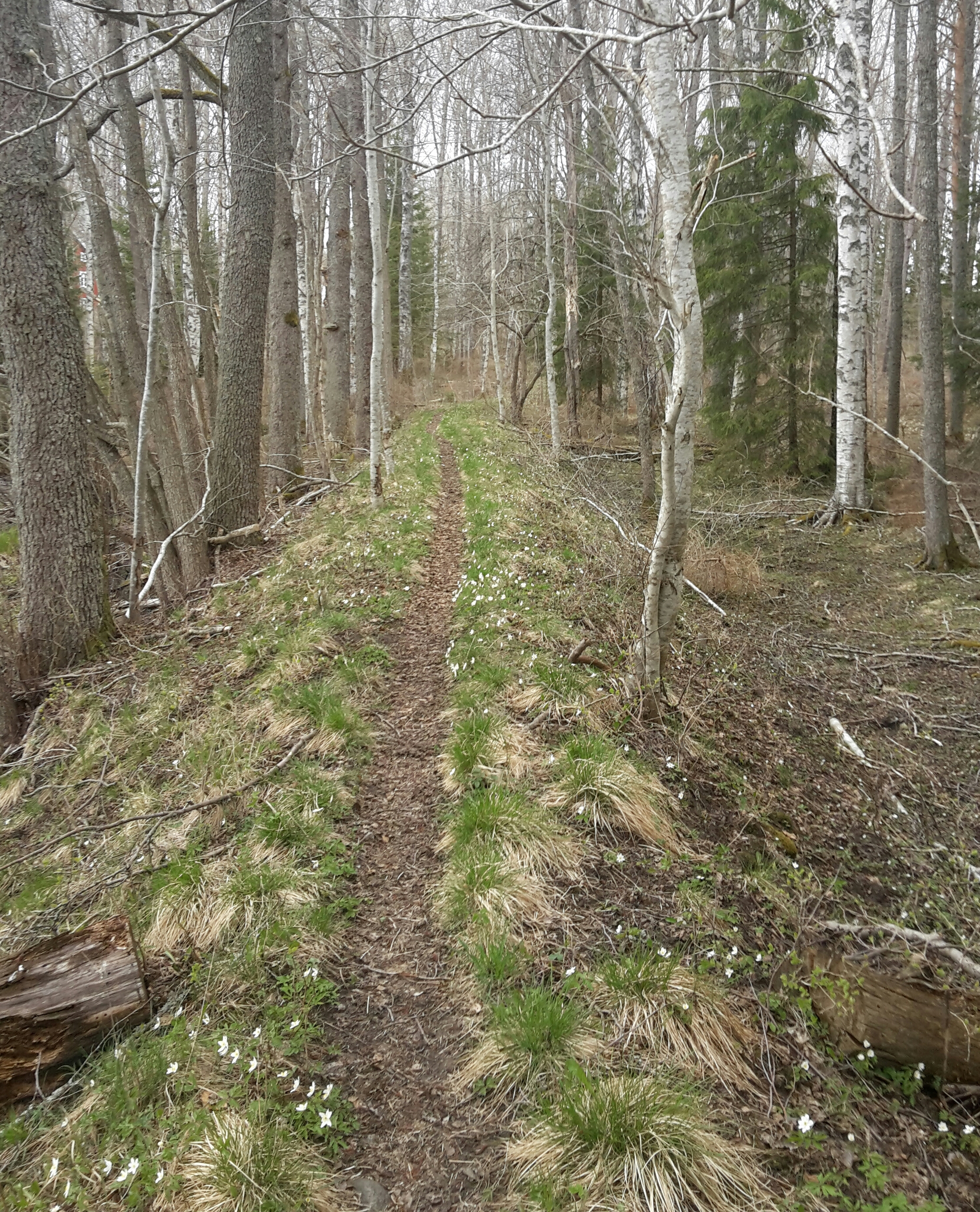
Bild 2.
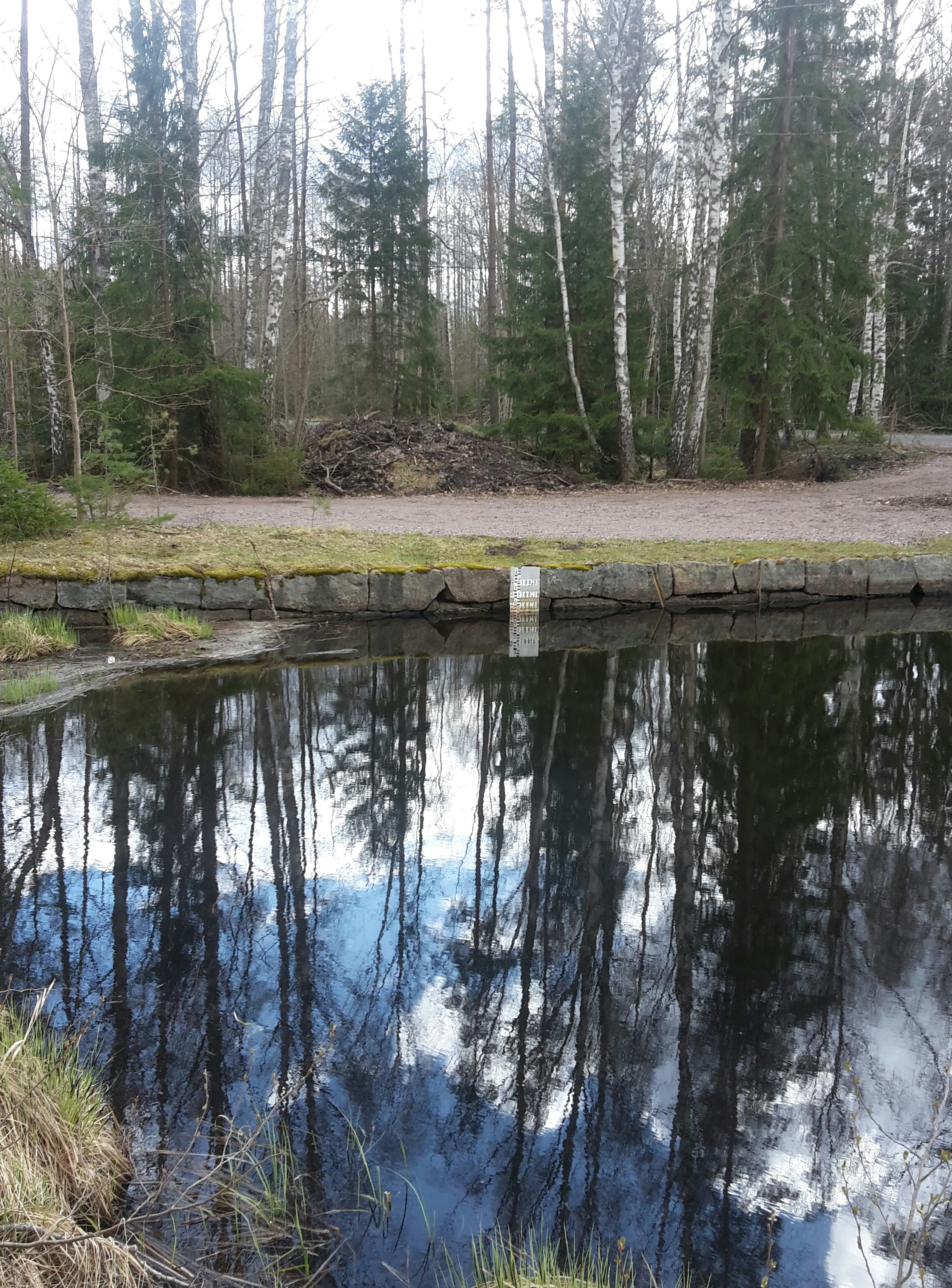
Bild 3.
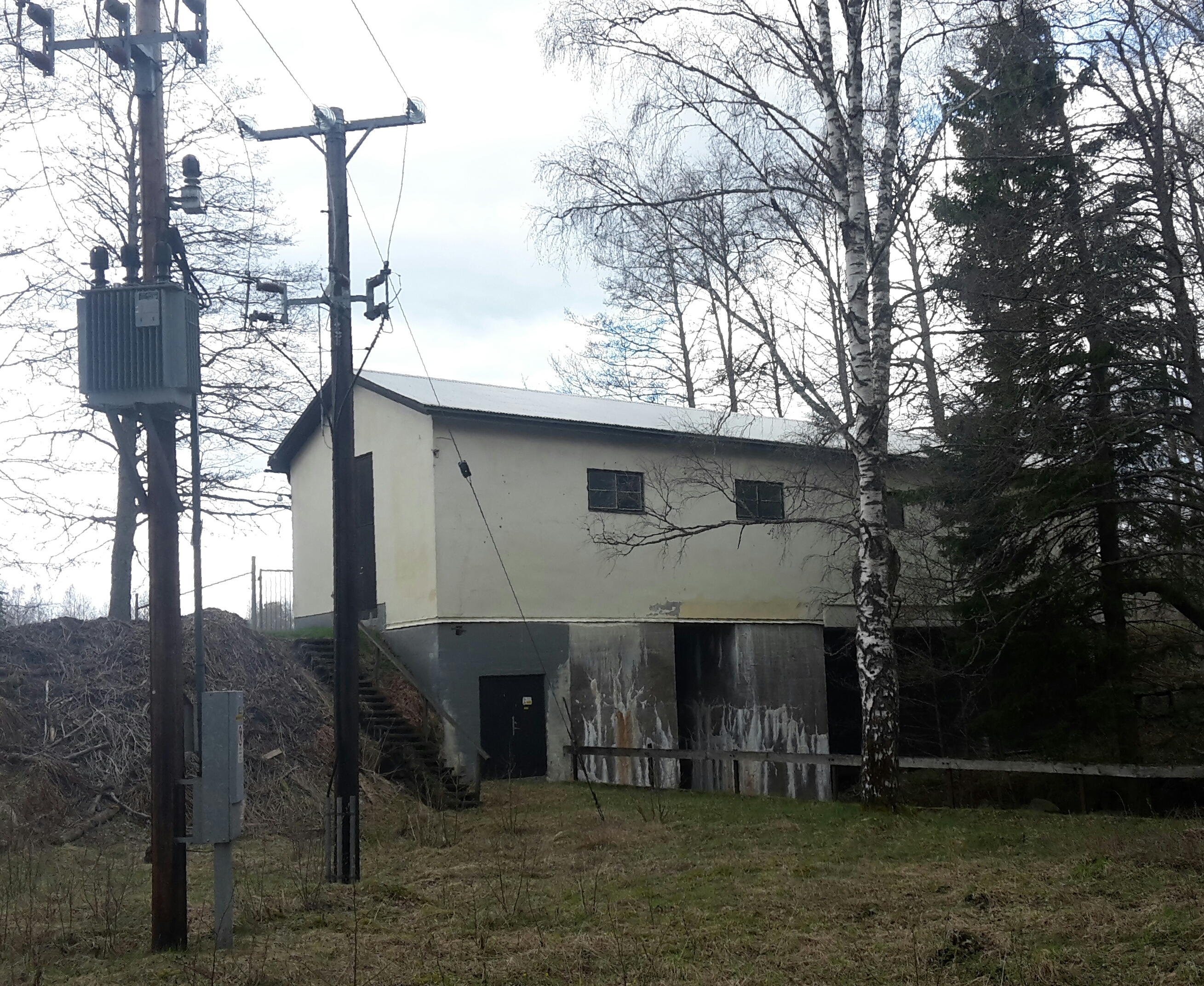
Bild 4.